# Giv'at Eden
Giv'at Eden (hebrejsky: גבעת עדן) je vrch o nadmořské výšce 131 metrů v severním Izraeli.
Leží na jihozápadním okraji pohoří Karmel, cca 25 kilometrů jihojihozápadně od centra Haify, v severní části města Zichron Ja'akov. Má podobu výrazného pahorku, jehož vrcholová partie je stavebně využita a stojí na ní obytná čtvrť Giv'at Eden města Zichron Ja'akov, zatímco svahy jsou zalesněny. Na východní a severní straně terén prudce klesá do údolí vádí Nachal Dalija, které odděluje dále k severu ležící město Furejdis. Na západě svahy strmě spadají do pobřežní planiny.